# ソン・ヘソク
ソン・ヘソクは、韓国出身の男性空手家、総合格闘家。

## 来歴
もともとは、韓国の新極真会で、空手道選手として活動していた。2010年に、韓国で総合格闘技の選手としてデビュー。韓国のADCC大会予選では98.6kg以下級で1位、マスタークラスのアブソリュート級では2位に入賞し、韓国ヘビー級の期待株とされていた。2011年3月6日、GLADIATOR GシリーズのCMA KPWヘビー級タイトルマッチで野地竜太と対戦。序盤は強いパンチの連打で右フックをヒットさせフラッシュダウンに近いダメージを与えるも、首相撲からのヒザ蹴りにつかまり、防戦一方となり、ダウンからのパウンド連打を浴びてレフェリーストップ負けとなった。

## 戦績

### 総合格闘技
8戦3勝5敗